# Assaulter
Assaulter war eine australische Thrash-Metal-Band aus Sydney, die im Jahr 2005 gegründet wurde und sich 2012 auflöste.

## Geschichte
Die Band wurde im Jahr 2005 von dem Gitarristen, Bassisten und Sänger Simon „Berserker“ Turner, der vorher bei Deströyer 666 tätig war, und dem Schlagzeuger Luke Bonic gegründet. Im selben Jahr erschien ein erstes Demo unter dem Namen Proselytiser, das drei Lieder umfasste. Kurze Zeit später kam AC als neuer Schlagzeuger zur Besetzung. Ende 2006 erschien ein weiteres Demo unter dem Namen Omnipotent. Unter dem Namen Subservience schloss sich über Iron Bonehead Productions Mitte 2008 eine EP an, die zwei Lieder enthält. Gegen Ende des Jahres folgte das Debütalbum Salvation Like Destruction, das über Iron Bonehead Productions und dem deutschen Label High Roller Records auf Schallplatte erschien. Die CD-Version des Albums erschien im selben Jahr bei Pulverised Records. Danach kam Hellfinder als Gitarrist zur Band. 2009 folgte eine Split-Veröffentlichung zusammen mit Trench Hell. Ein zweites Album folgte im Jahr 2011 unter dem Namen Boundless! bei High Roller Records. 2012 trat die Band auf dem Party.San auf, wobei mittlerweile Peter Hunt (Razor of Occam) als Schlagzeuger in der Band war. Im selben Jahr ging die Band mit dem Bassisten Zoran „Crucifier“ Mrakic auf Europatournee, ehe sich die Band im selben Jahr auflöste.

## Stil
Die Band wird oft als Blackened Thrash Metal beschrieben, jedoch ist eine Zuordnung zum Black Metal aufgrund fehlender Bezüge zum Satanismus nicht zutreffend. Laut Brian Fischer-Giffin in der Encyclopedia of Australian Heavy Metal spielt die Band dunklen Speed Metal im Stil von Dark Angel. Diana Glöckner vom Metal Hammer gab in ihrer Rezension zu Salvation Like Destruction an, dass die Band hierauf Oldschool-Thrash-Metal mit Einflüssen aus dem Black Metal spielt. Die Band erinnere mehrfach an Deströyer 666. Marc Halupczok vom selben Magazin ordnete die Musik auf Boundless! dem Heavy Metal zu. Auch er bemerkte klangliche Parallelen zum Black Metal.
Steel Druhm von angrymetalguy.com beschrieb Boundless! als Thrash Metal mit Einflüssen aus dem Black Metal. Zudem habe man auch Elemente aus der orientalischen Musik verarbeitet, um sich von Bands wie Legion of the Damned abzuheben. Der Gesang erinnere an den von Mille Petrozza zu Zeiten von Pleasure to Kill. Der Stil sei schnell, schwer und böse. Das Lied Slave to King erinnerte ihn aufgrund der orientalischen Einflüsse an Melechesh und Outshine klinge wie Razors Album Evil Invaders. Eine Besonderheit sei das überlange acht-minütige The Great Subterfuge. Das Album erinnere zwar an den Thrash Metal der 1980er Jahre, jedoch würden die Black-Metal-Einflüsse verhindern, dass die Musik altbacken klänge. Die Band klinge jedoch nun weniger roh, wohingegen sie auf dem Debütalbum noch wie Hellhammer geklungen hätte.

## Diskografie
- 2005: Proselytiser (Demo, Eigenveröffentlichung)
- 2006: Omnipotent (Demo, Eigenveröffentlichung)
- 2008: Subservience (EP, Iron Bonehead Productions)
- 2008: Salvation Like Destruction (Album, Iron Bonehead Productions / High Roller Records / Pulverised Records)
- 2009: Trench Hell / Assaulter (Split mit Trench Hell, Iron Bonehead Productions)
- 2011: Boundless! (Album, High Roller Records)